# Dansnotation

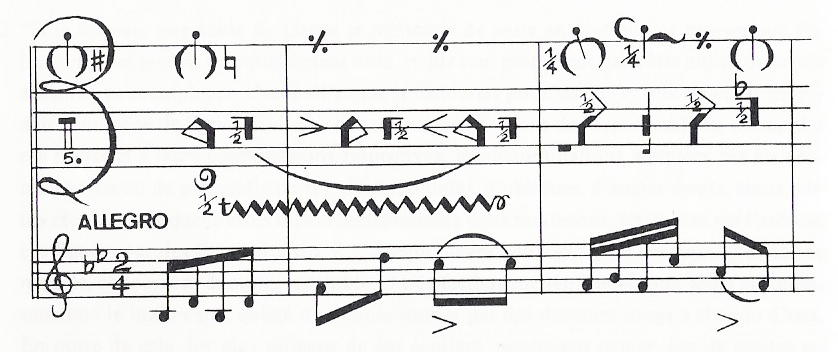
Dansnoter av Arthur Saint-Léon, ur Alphabet des mouvements du corps humain (S:t Petersburg 1852)

Dansnoter är noter som används för att beskriva dansrörelser. Det saknas allmänt använda enhetliga system för att notera dans, och snart sagt varje koreograf har haft sitt eget sätt att teckna ner verk. Det är också skälet till att dansverk som inte spelats på länge är i stort sett omöjliga att återuppföra originaltroget.
I L'Art et instruction de bien danser av Michel Toulouse från sent 1400-tal finns ett tidigt exempel på dansnotation, då för en populär sällskapsdans. En av de första hela böckerna som finns bevarade med dansnotation är Orchenographie från 1589 av Arbeau. På 1600-talet och 1700-talet fanns ett franskt standardsystem för att notera dans, kallat Beauchampsystemet eller Feuilletskrift.
En koreolog har som uppgift att föra dansnoter. Idag används främst två notationssystem: Labanotation eller Kinetographie Laban uppfunnet av Rudolf von Laban och Beneshnotation.